# Trind enlav
Trind enlav (Vulpicida tubulosus) är en lavart som först beskrevs av Schaer., och fick sitt nu gällande namn av J. -E. Mattsson & M. J. Lai. Trind enlav ingår i släktet Vulpicida och familjen Parmeliaceae.  Arten är reproducerande i Sverige. Inga underarter finns listade i Catalogue of Life.